# Sriemski Hrvat
Sriemski Hrvat bio je hrvatski tjednik iz Vukovara. Izlazio je četvrtkom. Odgovorni urednik bio je Pavo Žetić. List je izlazio kao list za politiku, pouku i zabavu. Nakladnik je bilo katoličko hrvatsko dioničarsko tiskarsko društvo.

## Pokretanje
Osnov za pokretanje lista dali su sastanak sveučilišne omladine, koji je održan u Vukovaru od 19. do 22. kolovoza 1878. godine, te vukovarski klerikalci, koji su osnovali hrvatsku katoličku tiskaru u Vukovaru. List je izdavalo spomenuto katoličko tiskovno poduzeće, a urednik mu je bio mjesni odvjetnik Ferdo Kettig. List su podupirali župnik u Beraku (Tovarnik) Josip Mihaljević-Kuka, te župnik u Gradištu (Županja) Hinko Hladaček.
Godine 1883. Hrvatska katolička tiskara je data u zakup Ernestu Jančiku iz Bačke Palanke. Jančić je obustavio tiskanje „Srijemskog Hrvata” 1887., a sljedeće godine je pokrenuo prorežimske „Srijemske Novine”.

## Zanimljivosti
Prvi svjetski prijevod Karla Maya iz pera Nikole Tordinca otisnut je u ovom časopisu 1880. godine.